# First Surrey Rifles Football Club
O First Surrey Rifles Football Club, cujos apelidos eram the Rifles e the Riflemen, era um clube de futebol amador da área de Camberwell, Zona Sul de Londres, aberto aos membros da unidade de combate com mesmo nome, que participou dos primeiros anos da Copa da Inglaterra, de 1872 a 1878 e de 1885 a 1887.

## História
O clube afirmava ter sido fundado em 1869 e estava aberto a todos os membros do corpo, ao contrário do Royal Engineers Association Football Club, que só permitia oficiais.  A primeira partida relatada contra um adversário externo foi uma vitória como visitante por 1 a 0 contra o clube Lausanne FC no estádio Rosemary Branch em 1871. Pelo menos cinco jogadores do Lausanne (Davenport, Foster, Dümmler, Dearle e F. Maynard)  também eram membros do 1st Surrey Rifles e começaram a jogar pelos fuzileiros quando o time de Lausanne foi dissolvido, em 1972.
O primeiro jogo do clube na Copa da Inglaterra, na temporada de 1872-73, resultou em uma vitória por 2 a 0 sobre o Upton Park, com clima ruim, o segundo gol veio perto do final do jogo.  No segundo, teve a primeira derrota de sua história por 3 a 0 na segunda rodada fora de casa contra o Maidenhead United Football Club, com todos gols vindos do segundo tempo.
O clube não ganhou mais nenhuma partida na competição até a copa de 1877-78, com uma vitória em casa sobre o time da Forest School . O único gol veio depois que, de acordo com a reportagem, "Allport, convocando seus homens para uma espécie de ataque de infantaria, passou entre as fileiras de seus inimigos, e Kirkpatrick, aproveitando a oportunidade apresentada, fez um chute longo esplêndido, e embora Littlewood tentasse desviar a bola com a mão, ela ricocheteou e passou por baixo da fita". RL Allport, o capitão do clube, começou o jogo no gol, mas logo foi substituído.
A derrota do clube na segunda rodada para o Harrow Chequers Football Club foi a ultima partida do time na competição durante os próximos sete anos, quando o clube ficou paralisado. O capitão Allport e o John Maynard jogaram na primeira e na última partida do clube na Copa. O clube retornou a atividade em 1884 e voltando a competição nacional de 1885-86. A derrota em casa por 12 a 0 na primeira rodada para Clapham Rovers, e a derrota por 9 a 0 na primeira rodada no ano seguinte em casa para o Upton Park, indicou que o time não estava mais preparado para o futebol inglês da época, com uma qualidade tão inferior que um dos gols do Upton Park foi marcado pelo goleiro Evans, que havia trocado com o atacante Inglis depois dele ter se machucado. Embora o clube tenha permanecido membro da Football Association até 1887,  nunca mais jogou uma partida competitiva.

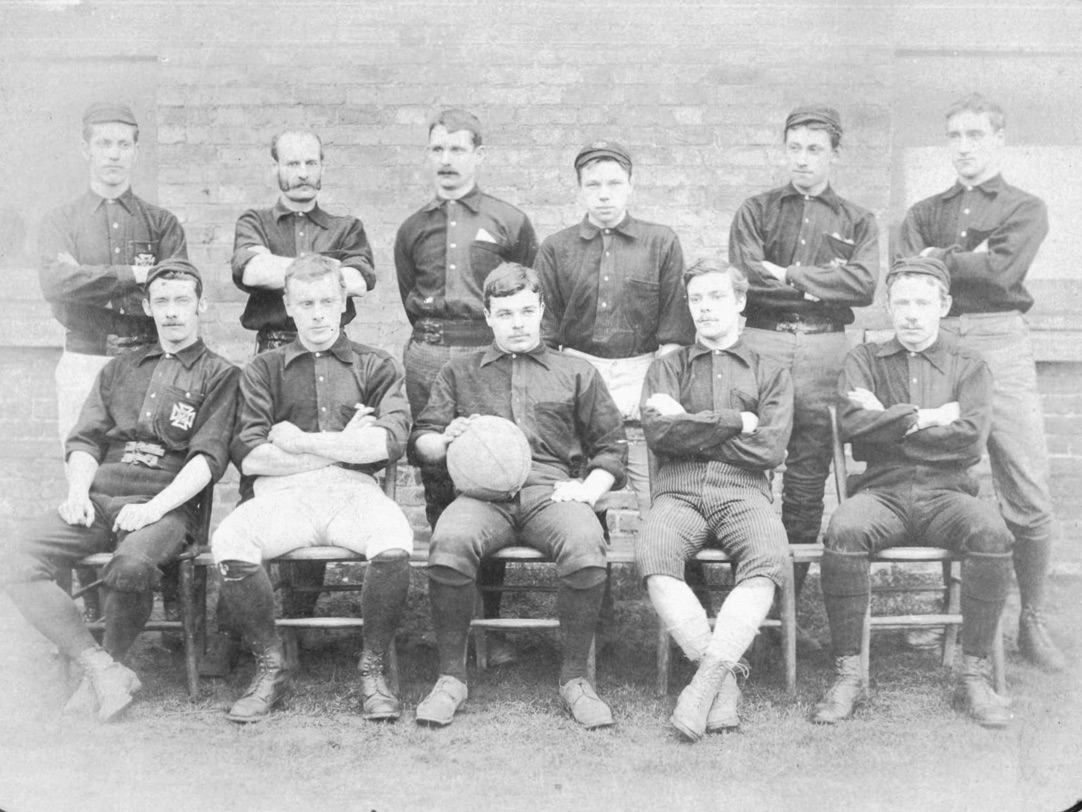
1st Surrey Rifles FC na FA Cup de 1885–86

## Uniformes e campo
As cores dos uniformes do clube, de acordo com os anuários Charles Alcock, eram:
- 1870-75: boné vermelho, camisa azul (com uma parte dourada a partir de 1872)
- 1875-76: uniforme rubro-negro
- 1876-78: boné e meias rubro-negras, camisa e calça branca
- 1884-87: uniforme rubro-negro

## Chão
Inicialmente, o clube jogava como anfitrião em seu quartel em Brunswick Road, Camberwell.  Em 1877, o clube estava jogando na Flodden Road.  

## Jogadores notáveis
- William Maynard, que jogou na primeira partida oficial de futebol internacional e outra partida pela seleção inglesa enquanto estava com the Riflemen.[16]